# 魚鈎魷
魚鈎魷（学名：Ancistrocheirus lesueuri）为鈎魷科鈎魷屬下的一个种。